# Louis Crommelin

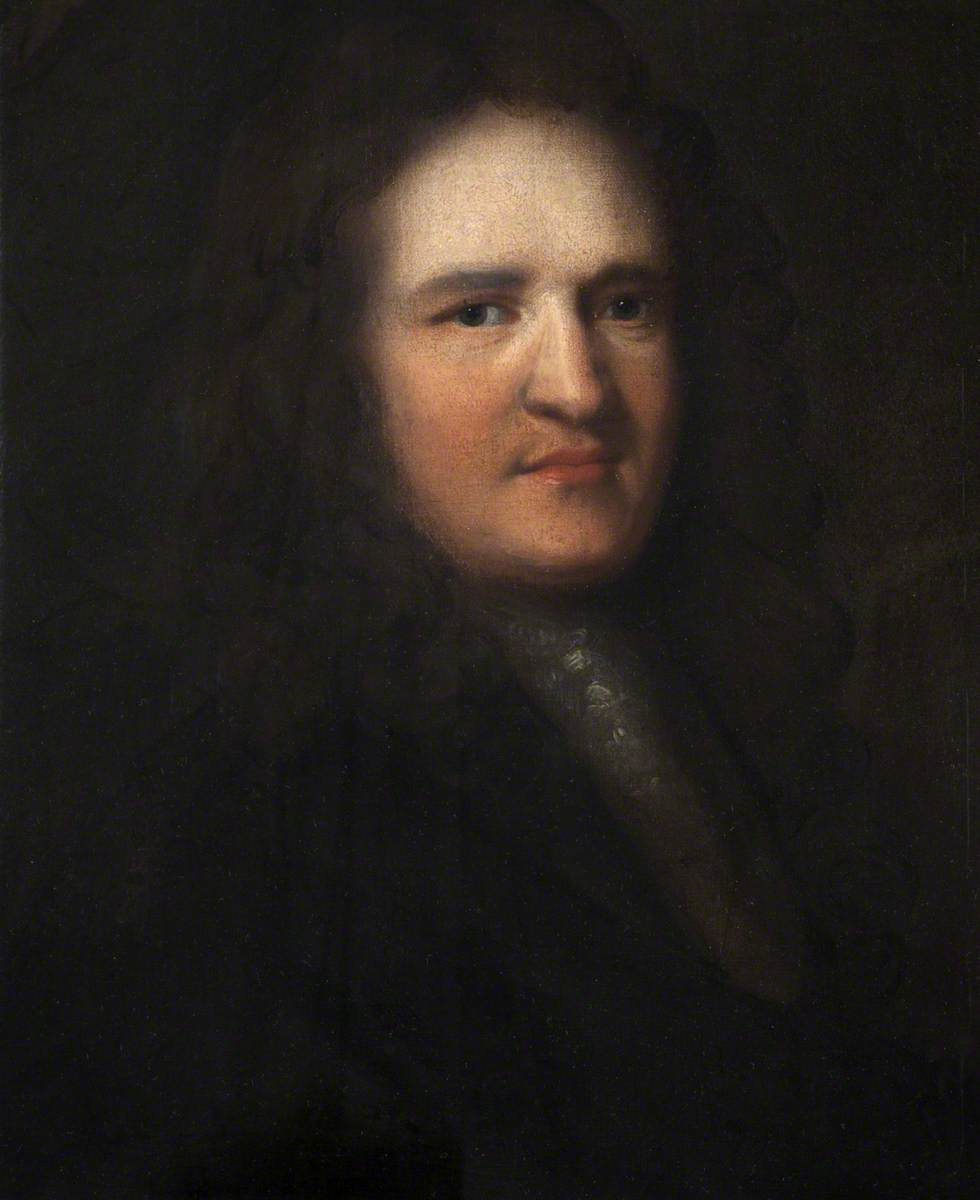

Samuel Louis Crommelin (Armancourt, 1653 - Lisburn, 1727) was een hugenoot uit de buurt van St-Quentin in Picardië. Hij heeft grote invloed gehad op de ontwikkeling van de linnenindustrie in Noord-Ierland.

## Frankrijk
Samuel Crommelin was de zoon van Louis Crommelin en Marie Mettayer, hij had drie jongere broers. Pas na het overlijden van zijn vader noemde hij zich Louis. Zijn voorouders woonden al vijf eeuwen in de buurt van Armancourt. Zij waren handelaars en linnenwevers.

## Nederland
Bang voor de gevolgen van de herroeping van het Edict van Nantes in 1685 verkocht Louis Crommelin zijn landerijen en vertrok naar Nederland met twee broers en drie zusters. Het motto was 'Mieux vaut quitter patrie que foi' (Het is beter het vaderland te verlaten dan het geloof).
In Nederland ontmoette hij stadhouder Willem van Oranje, die in 1689 ook koning van Engeland werd.

## Ierland
In de 17de en 18de eeuw was Nederland, en vooral Haarlem, beroemd voor het maken en exporteren van linnen. Met Willem III maakte hij plannen om een linnenindustrie in Noord-Ierland op te zetten. Willem III ondersteunde het project financieel.
Crommelin liet zijn rustige leven in Holland achter zich en reisde met 25 andere hugenoten-gezinnen naar Ierland, waar al veel hugenoten waren beland. Zij vormden een kolonie en vestigden zich in Lisburn. Ierland liet al sinds 1674 immigranten toe die vervolgens genaturaliseerd werden. Andere immigranten introduceerden het maken van handschoenen en kant en waren wevers van zijde. In Lisburn had een andere hugenoot, Pierre Goyer, in 1688 al een zijdefabriek opgericht.

#### Linnenproductie
In 1698 bestond die kolonie uit een gezelschap van zeventig hugenoten. Crommelin was hun leider. De aanpassing was moeilijk, Fransen spraken in die tijd geen Engels, de eerste woordenboeken dateren uit het begin van de 17de eeuw. Crommelins zwager Ds de la Valades werd hun eerste predikant.
De Franse wevers waren zeer kundig. Uit Holland werden ruim 1000 weefgetouwen en spinnewielen geïmporteerd. Het spinnen werd door vrouwen gedaan, het weven door mannen. De eerste fabriek werd vlak naast de brug over de Lagan opgericht. In 1700 werd al 300.000 meter linnen geëxporteerd, honderd jaar later was dat vertienvoudigd. In 1701 richtte Crommelin in Hilden de eerste blekerij op en Mark Dupré, een hugenoot uit La Rochelle, verbeterde de weefgetouwen om fijner linnen te kunnen weven.

#### Brand
In zondag 20 april 1707 brandde het dorp, eigendom van Lord Conway, af. Er was een langdurige droge periode geweest en huizen in die tijd waren van hout gebouwd. Het vuur ontstond 's ochtends terwijl veel bewoners in de kerk zaten. De kerkgangers renden naar huis om nog wat te redden en brachten van alles naar de begraafplaats. De kerk brandde geheel af, evenals het kasteel van Lord Conway. Het blussen werd bemoeilijkt door gebrek aan watertoevoer. De bewoners vertrokken naar andere dorpen. Later werd het dorp herbouwd en keerden velen terug. Pas in 1954 kreeg Lisburn een eigen brandweer.

#### Gezin

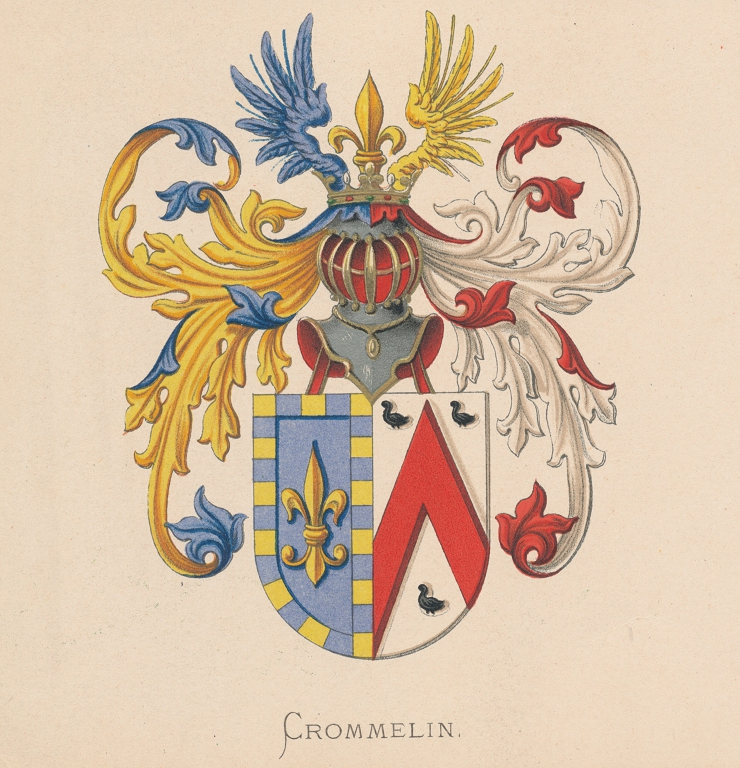

Louis Crommelin trouwde met zijn nicht Anne Crommelin uit Haarlem. Ze woonden in Lisburn en kregen een dochter Marie Madeleine († 8 juli 1715) die met Nicholas de la Cherois trouwde, en een zoon, Louis, die al op 1 juli 1711 overleed. Daniel de la Cherois, een broer van Nicholas, trouwde met Marie Angelique Crommelin uit Londen, een nicht van Louis.
Louis Sr overleed in 1727, waarna Madeleines zoon de naam Crommelin achter zijn eigen naam zette, hij heette voortaan Samuel De la Cherois Crommelin. Zijn kleinzoon droeg dezelfde achternaam. Nicholas de La Cherois-Crommelin bouwde in 1818-20 Carrowdore castle, County Down, waar de familie weer bekendstond als Crommelin.
Anne Crommelin overleed op 15 augustus 1755 op 97-jarige leeftijd. Alle Crommelins werden begraven bij de kathedraal van de Church of Ireland in Lisburn. 
In 1964 werd er een monument bij het familiegraf opgericht omdat de tekst op de grafsteen door weersomstandigheden onleesbaar was geworden. Er werd toen een bronzen plaat op aangebracht.

## Trivia
- Het brons van het monument is in 2011 door vandalen verwijderd.
- Dupré trouwde met een meisje uit Lisburn, een van zijn kinderen emigreerde naar de Verenigde Staten.
- Het restaurant in het Linnen Museum in Lisburn heet het Crommelin Café.